# 王卓祺
王卓祺，MH，香港中文大學社會工作學系教授，同時也是嶺南大學客座教授，曾任香港特別行政區政府中央政策組全職顧問。2008年獲香港特區政府頒發榮譽勳章，表揚對低收入階層民生問題意見的貢獻。

## 經歷
王卓祺出身於貧窮家庭，早年居住在鴨脷洲海怡半島前身的石屋位置。他在1960年以插班生身份入讀香港仔聖伯多祿學校的二年級。之後在1970年畢業於聖伯多祿中學中五年級。因該校當年未開辦預科，王卓祺在1970年至1972年期間於早上任職政府文員，晚上到現時已遷拆、座落灣仔的文理書院夜校修讀預科。他的香港中學會考成績一般，僅僅可以有資格升讀預科。但在預科公開試中由於成績不錯可以入讀香港大學。他其後在香港大學及英國雪菲爾大學，獲社會科學學士、社會工作碩士及哲學博士學位。曾從事勞工教育、青少年工作、社區發展及社會福利行政管理。1989年起任職於香港中文大學，為社會工作學系教授，曾任新加坡國立大學、加州大學柏克萊分校及巴斯大學訪問學者。2016年8月1日於香港中文大學退休。2009年至2012年任香港中文大學香港亞太研究所副所長，2012年7月1日至2017年6月30日任香港特區政府中央政策組全職顧問。 

## 研究專長

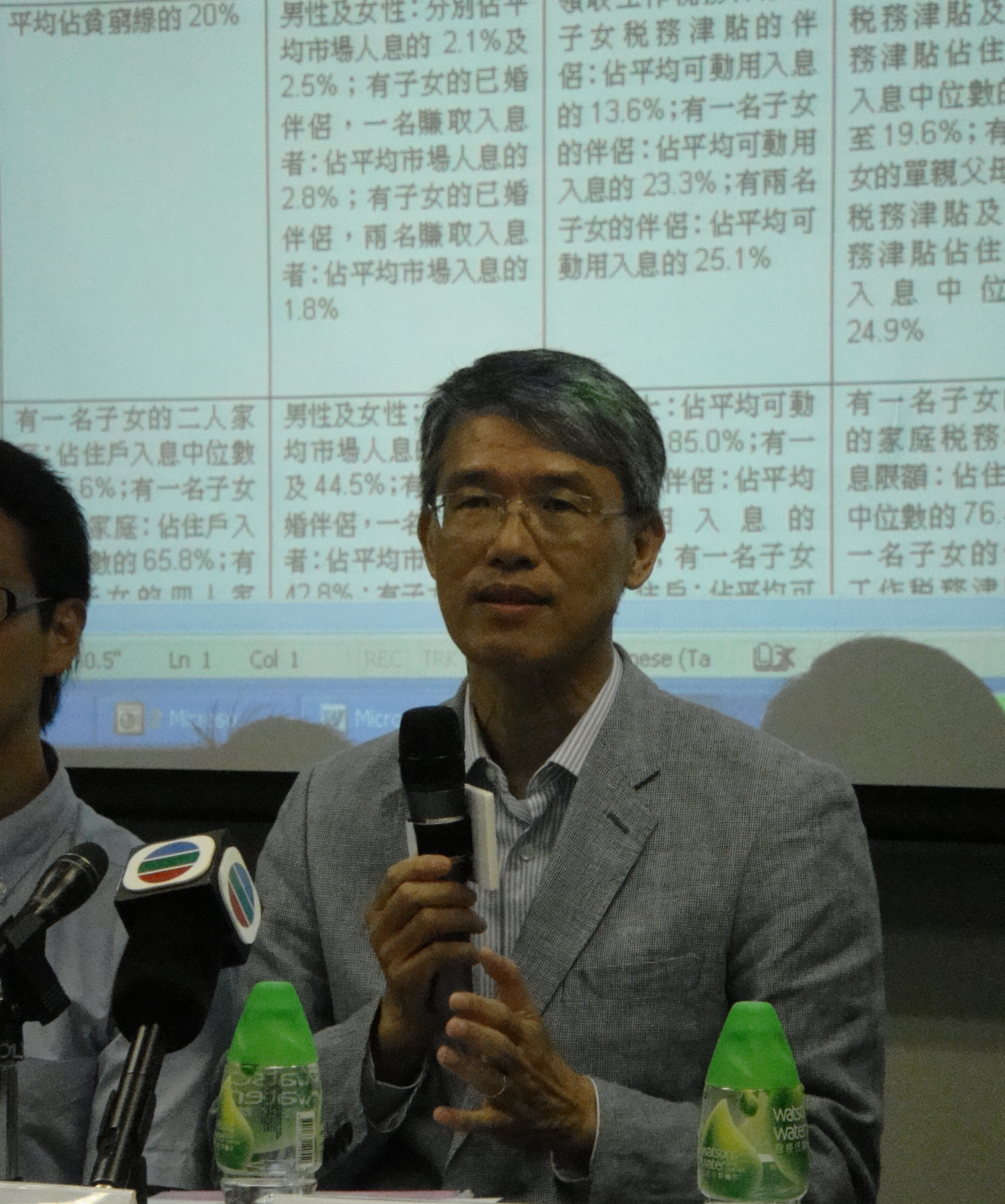
王卓祺

王卓祺教授專長為社會政策比較研究，貧窮線及社會保障、公民身份與社會權利、主觀福利及管治指標研究，中國福利及醫療改革。學術著作包括編著《東亞國家和地區福利制度 : 全球化、文化與政府角色》（北京：中國社會出版社，2011）、《兩岸三地社會政策 : 理論與實務》（王卓祺、鄧廣良、魏雁濱，香港 : 香港中文大學出版社, 2007），East Asian welfare regimes in transition : from Confucianism to globalisation (Walker, Alan, and Wong Chack-kie eds., Bristol : Policy Press, 2005),Poverty monitoring and alleviation in East Asia（Kwong-Leung Tang and Chack-Kie Wong, eds., New York : Nova Science Publishers, 2003），China's urban health care reform : from state protection to individual responsibility (Chack-kie Wong, Vai Io Lo, & Kwong-leung Tang, Lanham: Lexington Books, 2006)等專書及一百多篇學術期刊著作及專業論文。

## 研究項目
王卓祺教授在2010年4月公佈由香港中文大學香港亞太研究所主持的「香港和諧社會」民意研究項目的調查結果，調查發現，香港大多數市民贊成以「社會和諧」為社會發展路向，2010年同意/非常同意香港是和諧社會的受訪者只有26.5%，比2008年的37.5%及2006年的37.8%顯著下降。民意首次確認香港不是一個和諧社會。2010年，七項影響社會和諧的因素較兩年前全面惡化，尤其是政治紛爭及官民矛盾。有25.9%受訪者同意/非常同意用激烈手法要求政府回應訴求，比2008年21.4%多了4.5百分點。以2009年六百萬成年人口估計，即有一百五十萬人左右認同激烈對抗方法。王卓祺認為，該調查結果反映香港貧富懸殊問題嚴重和小市民與大財團之間的深層次矛盾，擔心香港民怨即將「爆煲」。此調查結果引起媒體廣泛報導和討論。 

## 社會參與
社會參與包括港大學生會《學苑》總編(1973-74)、論政團體《匯點》創會秘書及副主席(1983-87)，長春社、綠田園、香港青年獎勵計劃、瑪嘉烈醫院及葵涌醫院醫務委員會委員、新家園協會等義務工作及中央政策組非全職顧問。

## 時事評論
2014年12月22日，王卓祺在接受電台訪問時指，目前戰後第三代港人本身的生活環境、朋友圈子均「去中國化」，缺少了傳統，也沒有跨代交流。他舉例，過去小時候看粵劇、京劇、黃梅調，透過國家苦難造成國家認同，如今節日卻無認識中國傳統，「中秋節現在不會講元朝歷史」，「不會慶祝七巧節」、「只有情人節」，中文科也沒有範文。認為香港社會最大問題是缺乏憂患意識。
2015年1月，他在明報發表評論文章，認為「對青年態度及子女教養是大學問、大問題。今天在後佔領時代，我們更應嚴肅處理及面對」。並認為目前香港應「腳踏實地做好自己的優勢。」而「中國傳統的養分不少」，「回歸中國傳統是香港及中國的出路。」

## 學術專著及論文
Walker, Alan & Wong, C. K. 2009. The relationship between social policy and economic policy: constructing the public burden of welfare in china and the west, Development and Society, 38(1): 1-26.
Walker, Alan & Wong, C. K. (eds.). 2005. East Asian Welfare Regimes: from Confucianism to Globalisation. Bristol: Policy Press.
Wong, C. K. 2008. Squaring the welfare circle of the Hong Kong Special Administrative Region: Lessons for governance in social policy, Asian Survey, XLVII(2):323-342.
Wong, C. K. 2013. The evolving East Asia welfare regimes: The case of China, China's Social Development and Policy: Into the Next Stage (Zhao Litao ed.), pp. 207–229.London: Routledge.
Wong, C. K. & Shik, Angela W. Y. 2011. Renewed Conception of Harmonious Society, Governance, and Citizenship - Evidence from the Study of Chinese Perceptions in Hong Kong. Asian Social Work and Policy Review, 5:1-19.
Wong, C. K. & Wong, K. Y. 2005. Expectations and Practice in Social Citizenship: Some Insights from an Attitude Survey in a Chinese City. Social Policy and Administration. 39(1): 19-34.
Wong, C. K., Wong, K. Y. & Mok, B. H. 2006. Subjective well-being, societal condition and social policy – the case study of a rich Chinese society, Social Indicators Research, 78:405-428.

## 外部參考
1. ↑  . 嶺南大學. 2023-06-30  [2025-04-15].
2. ↑  . 王卓祺. 6月25日.
3. ↑  .   [2014-06-04]. （原始内容存档于2013-10-23）.
4. ↑  .   [2016-02-26]. （原始内容存档于2017-09-28）.
5. ↑  .   [2016-02-26]. （原始内容存档于2015-07-09）.
6. ↑  .   [2016-02-27]. （原始内容存档于2016-03-05）.
7. ↑  .   [2014-06-04]. （原始内容存档于2016-03-05）.

## 外部連結
- 中文大學社會工作學系 - 王卓祺教授[永久]
- 西方民主制度是靈丹妙藥還是興奮劑 『明報』2013年12月17日 （页面存档备份，存于）
- 民主是激情專制 『明報』2014年1月7日 （页面存档备份，存于）
- 行西方民主的後果及張冠練戴 -- 回應練乙錚『信報』2014年1月15日 （页面存档备份，存于）
- 西方民主不可能至好 事出有因『信報』2014年2月7日 （页面存档备份，存于）
- 香港管治問題，用民主興奮劑有用嗎？－回應陳健民的民主急救論 『明報』2014年2月10日 （页面存档备份，存于）
- 西方民主國家「善治」是經濟多於民主因素 — 回應陳健民教授「民主是善治之本」『明報』2014年3月6日 （页面存档备份，存于）
- 由偏見堆成的民意 - 回應沈舟先生的偽民意論 『明報』2014年3月22日 （页面存档备份，存于）
- 私利激情如何使民主劣質化 - 追求什麼民主的問題『明報』2014年3月31日 （页面存档备份，存于）
- 美國民主步向滅亡嗎? 『明報』2014年5月7日 （页面存档备份，存于）
- 民主的本質‧表現及依託『明報』2014年6月11日[]
- 講清講楚，提名辦法從來沒有國際標準 2014年6月20日[]
- 再講清講楚，提名篩選必不可少『信報』 2014年7月14日[]
- 不謀全域者 不足謀一城 『信報』 2014年7月21日 （页面存档备份，存于）
- 芬蘭他對香港政局的啟示 『明報』 2014年7月22日[]
- 台灣芬蘭化與香港安身立命之道 『明報』 2014年7月28日[]
- 威尼斯潟湖之戰．鄭宇碩仗義．民主鬥士 『信報』 2014年7月28日[]
- 民主永遠有理、「一黨專政」一定無道 -- 回應馮可立兄的偏見『信報』2014年8月2日 （页面存档备份，存于）